# Joueur français de l'année 2022-2023
Navigation
Édition précédente Édition suivante
Le joueur français de l'année 2022-2023 est une distinction attribuée par France Football qui récompense le meilleur footballeur français au cours de la saison 2022-2023.
Le lauréat est Kylian Mbappé pour la troisième fois après 2018 et 2019. Avec l'équipe de France, il atteint la finale de la Coupe du monde 2022 où il est sacré meilleur buteur de la compétition (8 buts), et avec son club du Paris Saint-Germain, il remporte le championnat de France 2022-2023 en étant là aussi, sacré meilleur joueur et meilleur buteur de Ligue 1.

## Classement
| Rang | Nom                 | Club                | Points |
| ---- | ------------------- | ------------------- | ------ |
| 1    | Kylian Mbappé       | Paris Saint-Germain | 115    |
| 2    | Karim Benzema       | Real Madrid         | 45     |
| 3    | Antoine Griezmann   | Atlético de Madrid  | 32     |
| 4    | Mike Maignan        | AC Milan            | 24     |
| 5    | Randal Kolo Muani   | Eintracht Francfort | 12     |
| 6    | Christopher Nkunku  | RB Leipzig          | 9      |
| 7    | Alexandre Lacazette | Olympique lyonnais  | 8      |
| 8    | Eduardo Camavinga   | Real Madrid         | 7      |
| 9    | Adrien Rabiot       | Juventus FC         | 3      |
| 9    | Olivier Giroud      | AC Milan            | 3      |
| 11   | Dayot Upamecano     | Bayern Munich       | 2      |
| 12   | Brice Samba         | RC Lens             | 1      |
| 13   | Théo Hernandez      | AC Milan            | 0      |
| 13   | William Saliba      | Arsenal FC          | 0      |
| 13   | Elye Wahi           | Montpellier HSC     | 0      |